# Campionati africani di atletica leggera 2012 - Lancio del martello maschile
Il concorso del lancio del martello maschile ai campionati africani di atletica leggera di Porto-Novo 2012 si è svolto il 30 giugno presso lo Stade Charles de Gaulle di Porto-Novo, in Benin.

## Medagliere
| Oro     | Chris Harmse Sudafrica      |
| Argento | Mohsen Mohamed Anani Egitto |
| Bronzo  | Mostafa El Gamel Egitto     |

## Programma
| Data           | Ora   | Evento |
| -------------- | ----- | ------ |
| 30 giugno 2012 | 14:30 | Finale |

## Risultati

### Finale
| Class   | Atleta               | Nazione   | #1    | #2    | #3    | #5    | #5    | #6    | Risultati | Note |
| ------- | -------------------- | --------- | ----- | ----- | ----- | ----- | ----- | ----- | --------- | ---- |
| Oro     | Chris Harmse         | Sudafrica | x     | x     | 72.78 | 74.63 | 77.22 | 74.26 | 77.22     |      |
| Argento | Mohsen Mohamed Anani | Egitto    | x     | 74.27 | 72.96 | 73.92 | 74.31 | 73.77 | 74.31     |      |
| Bronzo  | Mostafa El Gamel     | Egitto    | 71.63 | 73.81 | x     | x     | 69.57 | 71.49 | 73.81     |      |
| nm      | Driss Barid          | Marocco   | x     | x     | x     | x     | x     | x     | nm        |      |